# Weezer (Black Album)
Weezer, também chamado de Black Album é o décimo terceiro álbum de estúdio da banda norte-americana de rock Weezer, a ser lançado em março de 2019.
O disco foi anunciado pela banda como sucessor do álbum Weezer, ainda em 2016, mas o seu lançamento foi adiado com a produção de um trabalho intermediário que se tornou Pacific Daydream (2017).
O projeto recebeu críticas mistas da mídia especializada.

## Faixas
| N.º            | Título                             | Duração |  |
| 1.             | "Can't Knock the Hustle"           | 3:41    |  |
| 2.             | "Zombie Bastards"                  | 4:11    |  |
| 3.             | "High as a Kite"                   | 3:48    |  |
| 4.             | "Living in L.A."                   | 3:38    |  |
| 5.             | "Piece of Cake"                    | 3:17    |  |
| 6.             | "I'm Just Being Honest"            | 3:57    |  |
| 7.             | "Too Many Thoughts In My Head"     | 4:03    |  |
| 8.             | "The Prince Who Wanted Everything" | 3:23    |  |
| 9.             | "Byzantine"                        | 4:09    |  |
| 10.            | "California Snow"                  | 3:32    |  |
| Duração total: | Duração total:                     | 37:39   |  |